# Вузло, Софи
Софи Вузло (род. 21 июня 1987, Сен-Жени, Haute-Vienne) была избрана вице-мисс на конкурсе Мисс Франция 2007. Она представляла регион Лимузен.
Софи от рождения слабо слышит. Она стала первой участницей с дефектом слуха вышедшей в финал на конкурсе Мисс Франция. Она общается с помощью языка жестов. В настоящее время учиться на Бакалавра по специальности Бухучет.
По словам Женевьев де Фонтенэ, бывшей главы комитета «Мисс Франция», Софи лидировала по народному голосованию, но в конце другая финалистка, Рашель Легрен-Трапани, победила при голосовании жюри, по которому засчитываются две трети финального счета, набрав на 1 голос больше. Рашель Легрен-Трапани получила титул Мисс Франция 2007.
Вузло просила о поддержке Мисс Францию 2007, Рашель Легрен-Трапани, и та согласилась уступить ей место на конкурсе Мисс  Мира однако организаторы конкурса отказали ей в этой просьбе.
Софи боролась за приз в конкурсе Miss International 2007 25 октября в Японии против другой участницы с ограниченным слухом, Ванессы Перетти из Венесуэлы. Перетти пошла в число Top 15, Вузло не заняла никакого места.